# Unleash the Fury
Unleash the Fury studijski je album švedskog glazbenika, gitarista Yngwie Malmsteena koji je objavljen u srpnju 2005. godine. Na albumu s nalaze dvije obrade Bachovih dijela, kao i tri video zapisa u QuickTime formatu.

## Popis pjesama
1. "Locked & Loaded" – 3:46
2. "Revolution" – 4:17
3. "Cracking the Whip" – 3:50
4. "Winds of War (Invasion)" – 5:05
5. "Crown of Thorns" – 4:24
6. "The Bogeyman" – 3:57
7. "Beauty and a Beast" – 3:18
8. "Fuguetta" (instrumental) – 1:01
9. "Cherokee Warrior" – 5:29
10. "Guardian Angel" (instrumental) – 3:20
11. "Let the Good Times Roll" – 4:03
12. "Revelation (Drinking with the Devil)" – 5:38
13. "Magic and Mayhem" (instrumental) – 4:39
14. "Exile" – 3:52
15. "The Hunt" – 4:20
16. "Russian Roulette" – 4:10
17. "Unleash the Fury" – 5:42
18. "Paraphrase" (instrumental) – 3:49

## Osoblje
- Doogie White - Vokal
- Patrick Johansson - Bubnjevi
- Joakim Svalberg - Klavijature
- Keith Rose – Aranžer
- Michael Fraser – Mix
- Mike Fuller – Mastering
- Yngwie Malmsteen:
  - Instrumental – Električna gitara, Klasična gitara, Ritam gitara, Bas gitara, sitar, Klavijature, Vokal, Prateći vokali.
  - Tehnika – Aranžer, Producent